# Encantadores jardines florales de Kula
Los Encantadores jardines florales de Kula (en inglés: Enchanting Floral Gardens of Kula) es un parque natural y jardín botánico de 8 acres de extensión en la parte sureste de Maui, Hawái. 

## Localización
Se ubica a 2500 pies (760 m) en las espectaculares laderas del Haleakala, en la parte sureste de la isla de Maui. Con una temperatura fresca lo que lo hace ideal para cultivar plantas de climas tropicales que se desarrollan en alturas y precisan de una temperatura fresca.
Enchanting Floral Gardens of Kula, 2505 Kula Highway (Highway 37), Kula, Maui county, Maui, Hawái HI 96817 United States of America-Estados Unidos de América.
Planos y vistas satelitales.20°47′32″N 156°19′37″O / 20.79222, -156.32694
Se paga una tarifa de entrada.

## Historia
Creado con la intención de promover el conocimiento de las plantas tanto útiles como ornamentales que se pueden encontrar en el entorno de Maui.
Ofrece un programa padre/hijo de la exploración y juegos al aire libre. El objetivo del 
programa es facilitar la interacción significativa con este grupo de edad, por lo que hay un sinfín de oportunidades para la exploración, el juego y el aprendizaje en un entorno basado naturaleza.

## Colecciones
El jardín contiene ahora unas 2000 especies de plantas subtropicales y tropicales procedentes de todo el mundo. 
La colección hace énfasis en los árboles frutales y plantas con flores, incluyendo: hibiscus, orquídeas, y proteas. 